# 1012

## Události
- v Merseburku uzavřen zemský mír
- Oldřich sesadil Jaromíra z knížecího trůnu
- Mael Morda zahájil povstání proti irskému velekráli Brianu Boru
- Možné založení města Úpice manem Ondřejem Úpivicem

## Narození
- ? – Marpa Čhökji Lodö, tibetský jógin a myslitel († 1097)
- ? – Benedikt IX., papež († mezi roky 1055 a 1085)

## Úmrtí
- 12. května – Sergius IV., papež (* ?)
- 1. dubna – Heřman III. Švábský, švábský vévoda (* 995)
- 17. července – svatý Koloman, irský mnich a svatý (* ?)

## Hlavy států
- České knížectví – Jaromír – Oldřich
- Svatá říše římská – Jindřich II.
- Papež – Sergius IV. – Benedikt VIII. – Řehoř (vzdoropapež)
- Anglické království – Ethelred II.
- Francouzské království – Robert II.
- Polské knížectví – Boleslav I. Chrabrý
- Uherské království – Štěpán I.
- Byzanc – Basileios II. Bulgaroktonos
- Bulharsko – Samuel
- Chorvatsko – Křesimír III.
- Afghánistán – Mahmúd
- Čína – Šeng-cung (dynastie Liao), Čen-cung (dynastie Severní Sung)
- Lucembursko – Jindřich I.
- Gruzie – Bagrad III. Sjednotitel